# José Roberto de Oliveira
José Roberto de Oliveira noto più semplicemente come Zé Roberto (Itumbiara, 9 dicembre 1980) è un ex calciatore brasiliano, centrocampista offensivo.

## Palmarès

### Competizioni statali
- Campionato carioca: 1

Botafogo: 2006

### Competizioni nazionali
- Campionato brasiliano: 1

Flamengo: 2009